# Le vent reprend ses tours
Le vent reprend ses tours est un roman de Sylvie Germain publié en 2019 aux éditions Albin Michel.

## Intrigue
Paris, 2015, sous un abribus où il s'est réfugié pour échapper à la pluie, un passant regarde une affiche d'appel à témoignage, avec la signalisation et le visage de sept disparus. Le plus âgé, Gavril Krantz, 80 ans, parti en pantoufles, l'intrigue.
Natan l'a rencontré, l'été de ses neuf ans, en 1980, saltimbanque sur échasses et masque d'ibis, dans un spectacle solo de rue, musique et poésie, et déjà 45 ans, dont beaucoup à recycler les mots, les idées, les rêves (p. 39). Natan a même cru être responsable de sa disparition ou de sa mort, il y a déjà 27 ans. Sur la foi de l'affiche, il veut le retrouver, l'emmener dans le Sud, l'adopter en quelque sorte, en souvenir des années Gavril (entre 9 et 17 ans), des mémentos, des stigmates : il a été son précepteur buissonnier, il a développé chez lui l'ouverture, l'aventure, l'amitié, la poésie, la joie.
L'assistante sociale qui s'est occupée du vieillard a recueilli quelques informations, que Natan va creuser... Puis tout bascule.
La partie II (p. 139-) revient sur Elda Lorrol, et Jérôme, les parents de Natan, son enfance, son apprentissage de la moto avec Bruno...
La partie III (p. 191-) évoque un long apprentissage au Banat et un retour à Paris...

## Personnages
- Gavril Krantz (1935-), anthologie poétique vivante, artiste de rue, chuchoteur poétique, ami et éveilleur de Natan à son adolescence,
- Natan ou Nathan (1971-), personnage principal,
- Hawa Gwezhennec-Yazarov, assistante sociale, à famille en patchwork,
- Elda Lorrol, Jérôme, Bruno, les adultes de l'enfance de Natan.

## Détails
Le texte fait référence à de nombreux poètes européens, au silensophone de Ghérasim Luca, mais surtout des inventions, recréations et instruments de Gavril : poèmophone, olifantastique.

## Réception
Le livre a une bonne réception critique.